# Ephemerum aethiopicum
Ephemerum aethiopicum là một loài rêu trong họ Ephemeraceae. Loài này được Welw. & Duby mô tả khoa học đầu tiên năm 1872.